# Ďubákovo
Ďubákovo és un poble i municipi d'Eslovàquia que es troba a la regió de Banská Bystrica.

## Història
La primera menció escrita de la vila es remunta al 1877.

## Demografia
| Godina             | 1994 | 2004   | 2014    | 2024 |
| ------------------ | ---- | ------ | ------- | ---- |
| Nombre de persones | 126  | 116    | 84      | 84   |
| Diferència         |      | −7,93% | −27,58% | +0%  |

| Godina             | 2023 | 2024 |
| ------------------ | ---- | ---- |
| Nombre de persones | 75   | 84   |
| Diferència         |      | +12% |